# Gotha WD 14
Il Gotha WD 14 fu un idrosilurante bimotore biplano sviluppato dalla divisione aeronautica dell'azienda tedesco imperiale Gothaer Waggonfabrik negli anni dieci del XX secolo.
Sviluppo ingrandito dei precedenti WD 7 e del successivo WD 11, fu il modello di idrovolante prodotto nel maggior numero di esemplari dall'azienda e venne utilizzato dai reparti aerei della Kaiserliche Marine, la marina militare imperiale tedesca, nelle missioni a difesa delle proprie coste durante la prima guerra mondiale.

## Storia del progetto
Durante le ultime fasi del primo conflitto mondiale i vertici della Kaiserliche Marine ritennero di valutare la possibilità di aggiornare il proprio parco velivoli destinato al controllo dello spazio aereo sul Mar Baltico con modelli più moderni ed efficienti rispetto a quelli fino ad allora in servizio, esortando le aziende nazionali a presentare proposte utili allo scopo. Tra le esigenze da soddisfare vi era anche quella di disporre un aereo armato con un siluro in grado di compiere missioni di pattugliamento marittimo allo scopo di individuare e attaccare unità navali ostili.
Per rispondere a tale esigenza l'ufficio tecnico della Gothaer Waggonfabrik elaborò una serie di progetti relativi ad un modello idrovolante in configurazione a scarponi, in grado di operare quindi dalla superficie acquatica grazie alla presenza di due grandi galleggianti, in grado di trasportare in posizione ventrale un siluro ed armato con mitragliatrici in due postazioni disposte in modo tale da conferirgli sia capacità di attacco che di difesa in caso di scontro aereo.
L'esperienza acquisita nello sviluppo del Gotha WD 7 fu dapprima trasferirla nel successivo WD 11, costruito in piccola serie, ed in seguito nel modello WD 14, ottenuto ingrandendo il progetto del diretto predecessore mantenendone l'impostazione generale, un idro a scarponi triposto, dalla velatura biplana e mosso da una coppia di motori in configurazione traente collocati in fianco alla fusoliera. Quest'ultima, realizzata con struttura lignea ricoperta di pannelli di compensato e tela, permetteva la collocazione dei tre membri dell'equipaggio in altrettanti abitacoli aperti e separati, allineati centralmente: quello del pilota nel naso e nella parte dorsale quelli per i mitraglieri. Era tuttavia possibile spostarsi all'interno della fusoliera per raggiungere le tre postazioni.

## Impiego operativo
L'aereo entrò in servizio nel gennaio 1917: i primi 16 esemplari consegnati vennero inizialmente utilizzati in missioni di ricognizione aerea a lungo raggio, mentre dal 25 marzo 1917 risultano operativi nella Torpedostaffel 2 basata a Zeebrugge. Durante le operazioni come idrosilurante, i reparti equipaggiati riuscirono ad affondare alcune unità navali: il Gena, mercantile da 2 480 ton, nell'attacco effettuato da due WD 14 il 1º maggio, uno dei quali abbattuto dalla contraerea, seguito il 14 giugno dal Kankabee da 3 720 ton e il 19 settembre dallo Storm da 440 ton.
Nel frattempo il WD 14 fu impiegato in diverse operazioni belliche, tra le quali l'Operazione Albion, tuttavia le sue prestazioni non si rivelarono soddisfacenti. A causa del suo impianto propulsivo, sottopotenziato a pieno carico, il modello era difficile da pilotare e anche a causa delle avverse condizioni meteorologiche in cui si trovava spesso a operare, non in grado di essere efficace nel siluramento in ambito operativo. Il profilo di missione, per le caratteristiche dei siluri Whitehead utilizzati, prevedeva un avvicinamento ad una quota tra i 6 e i 9 m dalla superficie del mare (20-30 ft), quindi lo sgancio a 600 m dall'obiettivo, rendendo velivolo ed equipaggio estremamente vulnerabili al fuoco nemico, con concrete possibilità di perdite ingenti di velivoli ed equipaggi, ritenuti non giustificabili dalle autorità della marina imperiale.
Dalla fine del 1917 venne quindi deciso di destinare l'aereo a un diverso impiego: privato del siluro ed equipaggiato al suo posto con un serbatoio supplementare di combustibile, venne utilizzato in missioni di ricognizione aerea a lungo raggio sul Mare del Nord in luogo degli oramai lenti e vulnerabili dirigibili. Il WD 14 si rivelò tuttavia problematico anche in quest'ambito: in caso di malfunzionamento di uno dei due motori era infatti impossibilitato a proseguire il volo, costringendo l'equipaggio ad ammaraggi con esiti spesso disastrosi; ben presto venne quindi relegato a impieghi di seconda linea, prima nello sminamento dei tratti di costa ancora con esiti non positivi, quindi come aereo di scorta ai convogli nelle rotte costiere e come aereo da addestramento.

## Utilizzatori
Germania
- Kaiserliche Marine